# او-۳۱ (کریگس‌مارینه)
او-۳۱ (به آلمانی: U-31) یک او-بوت کریگسمارینه از نوع ۷آ بود.